# Saint-Lazare metróállomás
A Saint-Lazare egy metróállomás Franciaországban, Párizsban a párizsi metró 3-as, 12-es, 13-as és 14-es metróvonalakon.

## Metróvonalak
Az állomást az alábbi metróvonalak érintik:
- 3-as metróvonal
- 12-es metróvonal
- 13-as metróvonal
- 14-es metróvonal

## Kapcsolódó állomások
A metróállomáshoz az alábbi állomások vannak a legközelebb:
- Europe (Pont de Levallois - Bécon, 3-as metróvonal)
- Havre - Caumartin (Gallieni, 3-as metróvonal)
- Trinité – d’Estienne d’Orves (Mairie d’Aubervilliers, 12-es metróvonal)
- Madeleine (Mairie d’Issy, 12-es metróvonal)
- Liège (Les Courtilles, Saint-Denis – Université, 13-as metróvonal)
- Miromesnil (Châtillon - Montrouge, 13-as metróvonal)
- Pont Cardinet (Saint-Denis Pleyel, 14-es metróvonal)
- Madeleine (Aéroport d'Orly, 14-es metróvonal)